# マドリード市の寓意
『マドリード市の寓意』（マドリードしのぐうい、西: Alegoría de la villa de Madrid, 英: Allegory of the City of Madrid）は、フランシスコ・デ・ゴヤが1810年に制作した寓意画である。油彩。マドリード市の依頼でスペイン国王ホセ1世をたたえるために制作された。現在はマドリードにあるマドリード歴史博物館に所蔵されている。

## 制作経緯
1808年、ナポレオンはスペイン国内の混乱に乗じてマドリードを占領すると、兄であるジョゼフ・ボナパルトをホセ1世としてスペイン国王に即位させた。1809年、マドリード市議会は新国王の肖像画制作の委託を提案し、この計画を担当していたタデオ・ブラボー・デ・リベロ（Tadeo Bravo de Rivero）は翌1810年2月にゴヤに制作を発注した。ブラボー・デ・リベロが提出した報告書はゴヤに報酬として15,000レアルが支払われたことが示唆されている。

## 作品
ゴヤは盾に寄りかかりながら立っている調和のとれた美しい女性像を描いている。彼女はマドリード市の擬人像であり、頭に王冠をかぶり、白いチュニックとピンクのマントを身に着けている。画面左の盾はマドリード市の紋章であるイチゴノキと立ち上がって前足を木の幹に置いた熊の姿が描かれている。2人の天使がドス・デ・マヨ（DOS DE MAYO, 5月2日の意）と記された荘厳かつ巨大な楕円形のメダリオンを掲げており、女性は左手でそれを指している。画面上部では「名声」と「勝利」を表す2人の翼を持ったる擬人像が飛翔しており、それぞれ手に持ったトランペットを吹き鳴らし、あるいは月桂冠を掲げようとしている。さらにゴヤはマドリードを表す女性像の後方に忠誠を表す犬を隠れるように配置することで寓意画を完成させている。
この作品は変化する当時の政治情勢に対応するためたびたび修正が加えられた。もともとゴヤは楕円形のメダリオンの部分にホセ1世の肖像画を描いていた。しかし1812年7月22日のサラマンカの戦いで初代ウェリントン公爵アーサー・ウェルズリーが勝利すると、ホセ1世はマドリードから逃亡したため、ゴヤは肖像画の上に「憲法」（Constitución）という標語を書いた。ホセ1世が11月に帰国すると、ゴヤの弟子フェリペ・アバス・アランダが師の塗り直しを消し、ホセ1世の肖像を復元した。これはゴヤがマドリード市の書記官にこの出来事を知らせた手紙に記されている。1813年のフランスに対する決定的な勝利を収めたのち、楕円形のメダリオンの肖像画はさらに変更が加えられ、ゴヤの別の弟子ディオニシオ・ゴメス（Dionisio Gómez）が再び「憲法」という標語を書いた。さらにフェルナンド7世がスペインに帰国してカディス・コルテスの廃止を命じたとき、ゴヤはフェルナンド7世の肖像画を描かなければならなかった。しかしおそらくゴヤが協力者の1人に依頼したため、結果は国王の期待に応えるものにはならなかった。
1826年、ゴヤがボルドーに移住して不在であった間に国王の肖像画はヴィセンテ・ロペス・ポルターニャによって描き直された。フェルナンド7世の死から10年後の1843年、マドリード市の要請でメダリオンの肖像画は「憲法」(Libro de la Constitución) という碑文に変更されたが、最終的に1808年5月2日のマドリード市民の蜂起を思い起こさせるドス・デ・マヨに置き換えられた。

## 来歴
作品は常にマドリード市によって所有されている。